# Looking Forward
Pour les articles homonymes, voir Looking Forward (homonymie).
Albums par Crosby, Stills & Nash
Carry On
(1998) Greatest Hits
(2005)
Albums par Neil Young
Year of the Horse
(1997) Silver & Gold
(2000)
Looking Forward est le troisième album studio du groupe Crosby, Stills, Nash and Young. Il est sorti en 1999 sur le label Reprise Records.

## Histoire
L'enregistrement des douze chansons de l'album s'étale de 1996 à 1999 dans différents studios à Los Angeles (Ga Ga's Room), Hollywood (Conway Studios (en)), Burbank (Ocean Studios) et Woodside (Redwood Digital), en Californie.

## Fiche technique

### Titres
| No  | Titre                | Auteur                      | Enregistré                       | Durée |
| --- | -------------------- | --------------------------- | -------------------------------- | ----- |
| 1.  | Faith in Me          | Stephen Stills              | 23 janvier 1997, Ga Ga's Room    | 4:21  |
| 2.  | Looking Forward      | Neil Young                  | 3 novembre 1998, Redwood Digital | 3:07  |
| 3.  | Stand and Be Counted | David Crosby, James Raymond | 23 février 1999, Conway Studios  | 4:52  |
| 4.  | Heartland            | Graham Nash                 | 10 avril 1998, Ocean Studios     | 4:28  |
| 5.  | Seen Enough          | Stephen Stills              | 12 mai 1999, Conway Studios      | 5:14  |
| 6.  | Slowpoke             | Neil Young                  | 11 mars 1998, Redwood Digital    | 4:31  |
| 7.  | Dream for Him        | David Crosby                | 15 janvier 1999, Conway Studios  | 5:03  |
| 8.  | No Tears Left        | Stephen Stills              | 3 novembre 1996, Ga Ga's Room    | 5:06  |
| 9.  | Out of Control       | Neil Young                  | 11 mars 1998, Redwood Digital    | 4:09  |
| 10. | Someday Soon         | Graham Nash                 | 21 juillet 1999, Redwood Digital | 3:43  |
| 11. | Queen of Them All    | Neil Young                  | 15 juillet 1999, Redwood Digital | 4:23  |
| 12. | Sanibel              | Denny Sarokin               | 10 janvier 1999, Conway Studios  | 4:20  |

### Musiciens

#### Crosby, Stills, Nash & Young
- David Crosby : chant, guitare électrique (3), guitare acoustique (7)
- Stephen Stills : chant, basse (1), orgue Hammond B3 (1), guitare électrique (1, 3, 4, 7, 8, 11), guitare acoustique (1, 2, 5, 8, 10), percussions (1, 8, 11), contrebasse (8)
- Graham Nash : chant, guitare acoustique (10)
- Neil Young : chant, guitare électrique (1, 3-5, 7, 8, 11), guitare acoustique (2, 9, 10), guitare (6), harmonica (6), tiple (9), célesta (11)

#### Musiciens
- Denny Sarokin : guitare (12)
- Snuff Garrett (en) : guitare (12)
- Ben Keith : guitare pedal steel (2, 6, 9), dobro (2)
- Donald Dunn : basse (2, 3, 5, 6, 9-11)
- Gerald Johnson : basse (4)
- James Hutchinson : basse (7)
- Bob Glaub : basse (12)
- Spooner Oldham : orgue (2), synthétiseur (6, 9)
- Mike Finnigan (en) : orgue Hammond B3 (3, 4, 8, 11)
- James Raymond : piano (4, 7)
- Craig Doerge (en) : synthétiseur (12)
- Joe Vitale : batterie (toutes sauf 2, 6, 9), orgue Hammond B3 (1), bataa (1)
- Jim Keltner : batterie (2, 6, 9)
- Luis Conte (en) : congas (1), tambour jombe basse (1), bataa (1), percussions (7)
- Alex Acuña : timbales (1)
- Joe Lala : congas (1)
- Lenny Castro : percussions (4)
- Vince Charles : percussions (12)

### Personnel de production
- Crosby, Stills, Nash & Young – producteurs, mixage
- Joe Vitale – producteur (1, 8, 12), ingénieur (1, 8)
- Ben Keith – producteur (2, 6, 9)
- Stanley Johnston – producteur (12), ingénieur (12)
- Stephen Stills – ingénieur (1, 8)
- Ed Cherney – ingénieur pour la batterie live (1, 8)
- Tim Mulligan – ingénieur (2, 6, 9–11), mastering numérique
- Bill Halverson – ingénieur (3, 5, 7), mixage
- Robi Banerji – ingénieur (4)
- Paul Dieter – ingénieur (4)
- Aaron Lepley - deuxième ingénieur pour la batterie live (1, 8)
- John Hausmann - deuxième ingénieur (2, 6, 9–11)
- Tony Flores - deuxième ingénieur (3, 5, 7)
- Barry Goldberg – deuxième ingénieur (3, 5, 7)
- Lior Goldenberg – deuxième ingénieur (3, 5, 7)
- Robert Breen – deuxième ingénieur (4)
- DeVal Day – deuxième ingénieur (4)
- Jim Mitchell – deuxième ingénieur (12)
- John Nowland – ingénieur analogique/HDCD
- Nathaniel Kunkel – ingénieur additionnel
- Keith Woods – archiviste des bandes maîtresses
- Gary Burden – direction artistique, design, incrustation typographie, gestion
- Jenice Heo – direction artistique, design, typographie
- Henry Diltz – photographie de groupe
- Pegi Young – photographie de couverture
- R. Mac Holbert - photo du groupe
- Franck Gironda – gestion
- Gerry Tolman – gestion